# إيلي بولوجان
إِيلِيَا جَبْرِيل بُولُوجَان (بالرومانية: Ilie Gavril Bolojan) (ولد في 17 مارس 1969) هو سياسي روماني يشغل منصب رئيس رومانيا بالإنابة منذ 12 فبراير 2025، بعد استقالة كلاوس يوهانيس. كان سابقًا عمدة أوراديا ورئيس مجلس مقاطعة بيهور. بعد هزيمة الحزب الليبرالي الوطني في الجولة الأولى من الانتخابات الرئاسية الرومانية الملغاة في عام 2024، واستقالة نيكولاي سيوكا اللاحقة، أصبح بولوجان رئيسًا بالنيابة للحزب.
بعد إلغاء الانتخابات الرئاسية الرومانية 2024 في ديسمبر، سمحت المحكمة الدستورية ليوهانيس بالبقاء رئيسا حتى انتخاب خليفته. ومع ذلك في 10 فبراير 2025، أعلن يوهانيس استقالته من منصب رئيس رومانيا لمنع محاولة لعزله من جانب أحزاب المعارضة ومن أجل "عدم خلق رومانيا مقسمة". جاء ذلك في أعقاب اقتراح قدمه نواب المعارضة يطالب بإيقاف يوهانيس عن العمل، وأصبحت استقالته سارية المفعول في 12 فبراير 2025. وخلفه رئيس مجلس الشيوخ إيليا بولوجان، الذي سيعمل كرئيس بالنيابة حتى الانتخابات الرئاسية الرومانية عام 2025.